# Markthalle (Falaise)

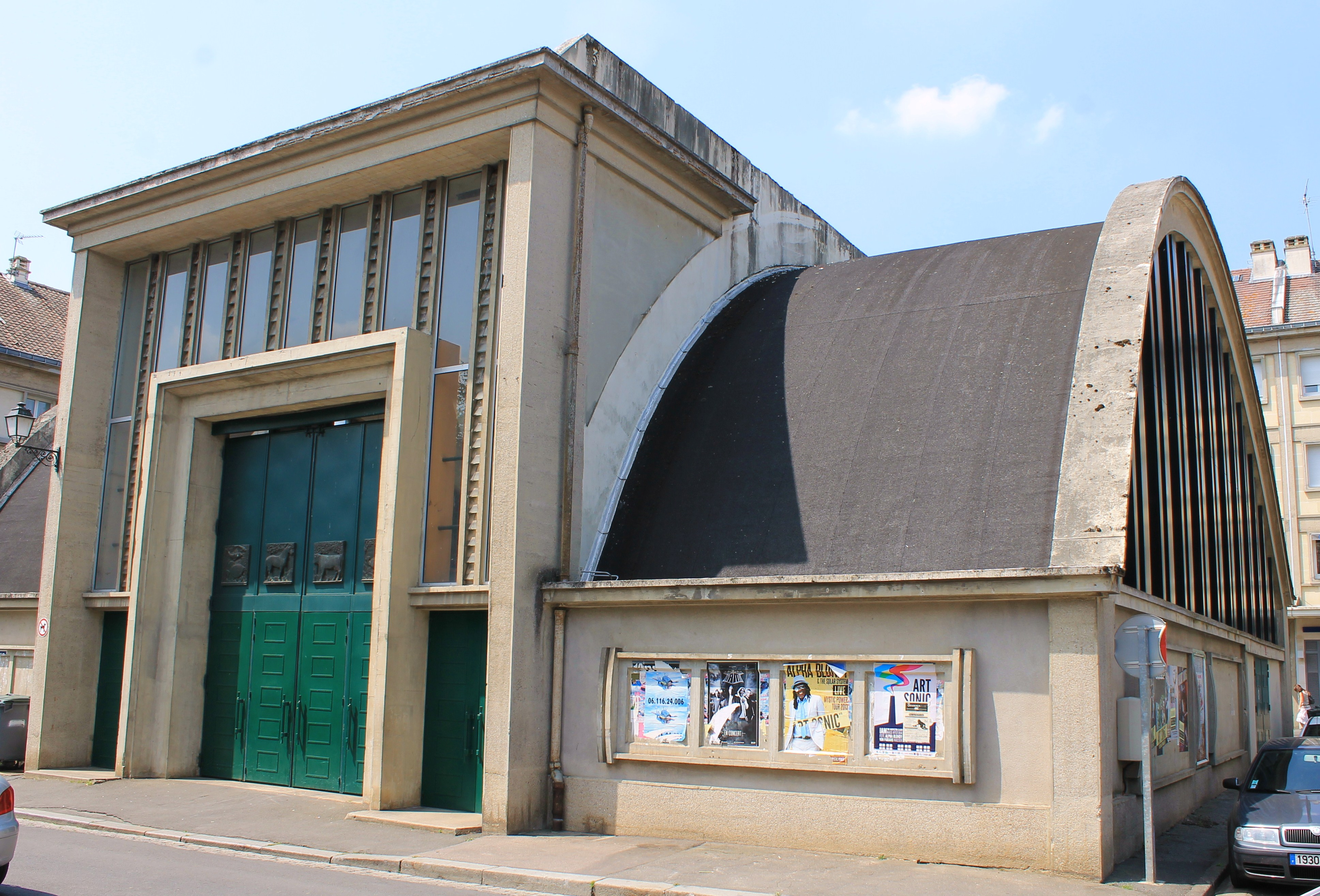
Markthalle in Falaise, vor 2014

Die Markthalle in Falaise, einer französischen Gemeinde im Département Calvados in der Region Normandie, wurde 1953 errichtet. Die Markthalle an der Rue de l’Amiral-Courbet steht seit 2010 als Monument historique auf der Liste der Baudenkmäler in Frankreich.
Das Gebäude ersetzte einen Vorgängerbau, der im Zweiten Weltkrieg zerstört wurde. Der Neubau wurde unter der Leitung des Architekten Jean Gouriou errichtet.